# Odontophrynus cultripes
Odontophrynus cultripes är en groddjursart som beskrevs av Johannes Theodor Reinhardt och Christian Frederik Lütken 1862. Odontophrynus cultripes ingår i släktet Odontophrynus och familjen Cycloramphidae. IUCN kategoriserar arten globalt som livskraftig. Inga underarter finns listade i Catalogue of Life.